# Hennadi Litòvtxenko
Hennadi Volodímirovitx Litòvtxenko és un exfutbolista ucraïnès de la dècada de 1980 i entrenador.
Fou 57 cops internacional amb la selecció soviètica i 4 cops amb la d'Ucraïna.
Pel que fa a clubs, defensà els colors de Dnipro Dnipropetrovsk, FC Dinamo de Kíev i Olympiakos FC, entre d'altres.